# Judaika

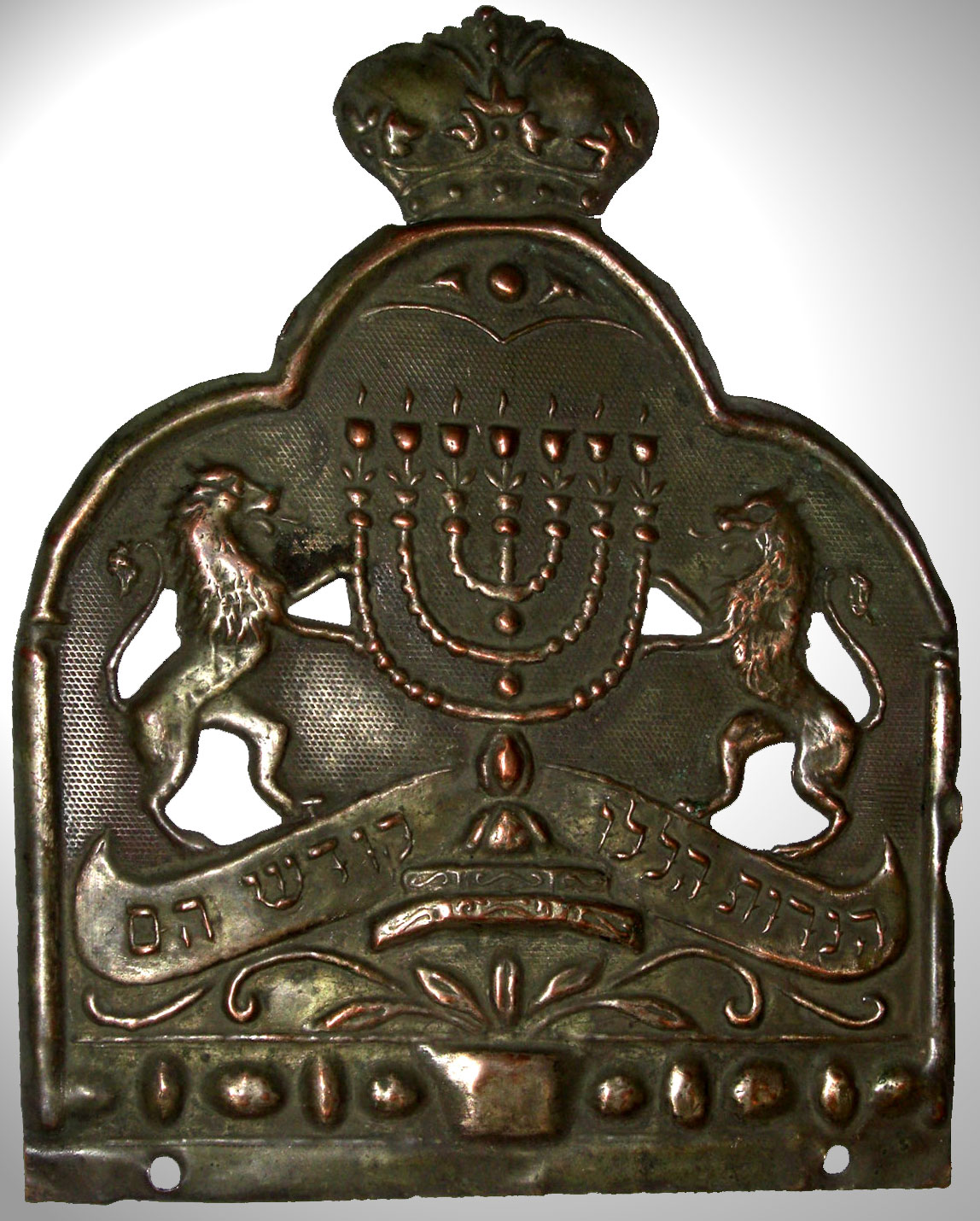
Tarcza Tory, XVIII w.

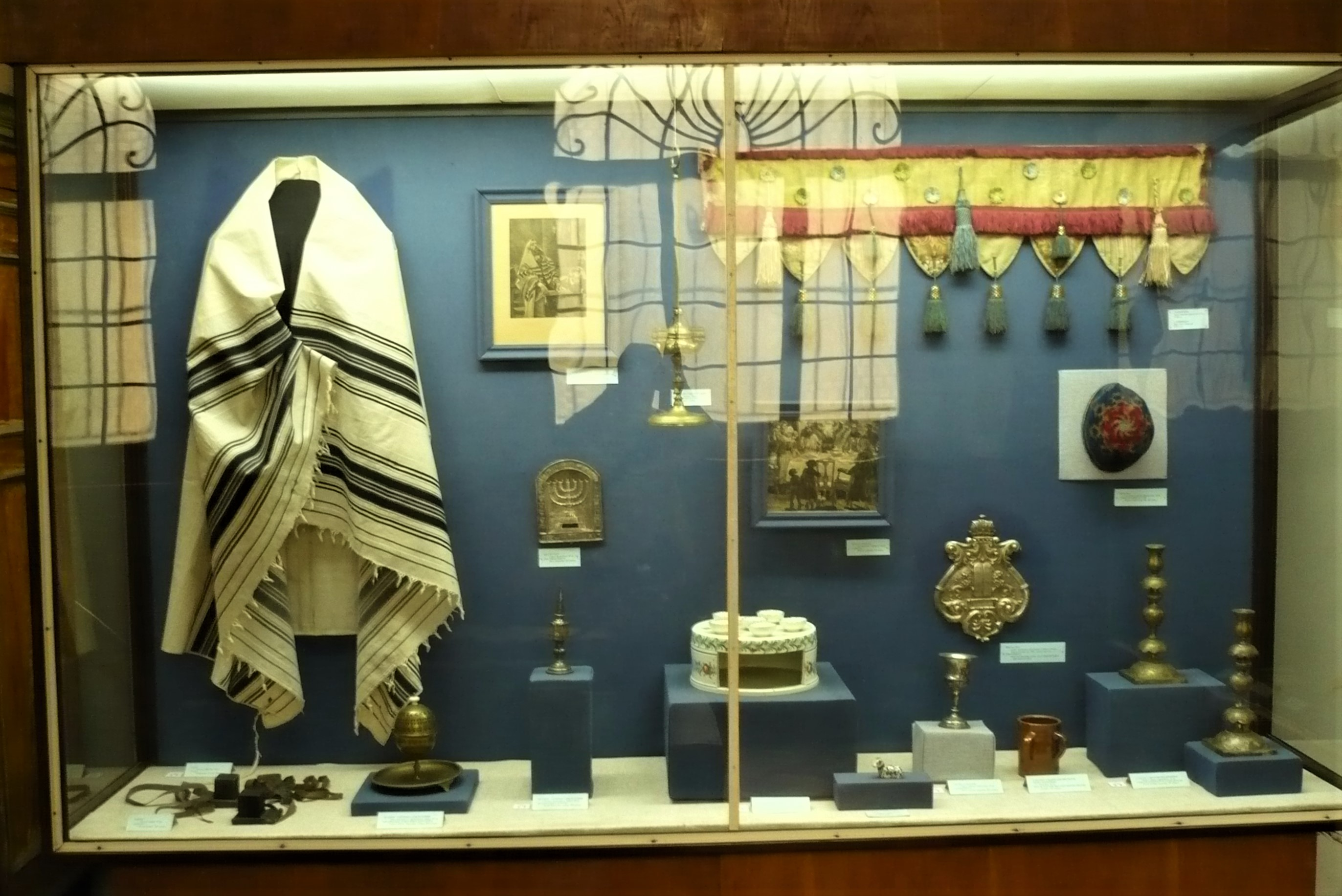
Judaica w Muzeum Religii w klasztorze dominikanów we Lwowie

Judaika (z łac. Iudaica - liczba mnoga od iudaicus - żydowski) – określenie dla przedmiotów (rzeczy, dokumenty, rękopisy, druki) dotyczących Żydów.